# Leukotrien D4
Leukotrien D4 je leukotrien.

## Literatura
- Lipkowitz, Myron A. and Navarra, Tova (2001). The Encyclopedia of Allergies (2nd изд.). Facts on File. стр. 167,. ISBN 0-8160-4404-X.. New York.
- Samuelsson, Bengt (ed.) (2001). Advances in prostaglandin and leukotriene research: basic science and new clinical applications: 11th International Conference on Advances in Prostaglandin and Leukotriene Research: Basic Science and New Clinical Applications, Florence, Italy, June 4–8, 2000. Kluwer Academic Publishers. ISBN 1-4020-0146-0.. Dordrecht,
- Bailey, J. Martyn. (1985). Prostaglandins, leukotrienes, and lipoxins: biochemistry, mechanism of action, and clinical applications. Plenum Press. ISBN 0-306-41980-7.. New York,